# Johann Joseph von Breuner
Johann Joseph von Breuner (in ceco: Jan Josef Breuner; Vienna, 20 luglio 1641 – Praga, 20 marzo 1710) è stato un arcivescovo cattolico e nobile austriaco.

## Biografia

### Formazione e ministero sacerdotale
I suoi genitori erano il conte Johan Ferdinand Breuner von Asparn e Polyxena Elisabeth, nata von Starhemberg-Schaunberg. La famiglia Breuner era originaria dei Paesi Bassi e dal XV secolo si era stabilita in Stiria e successivamente nell'Alta Austria. Nel 1693 fu elevata al rango di conte imperiale.
Johann Joseph von Breuner entò nel clero e nel 1658 ricevette il rettorato di Sant'Anna a Olomouc, dove divenne domicellarius nel 1659. Nello stesso anno iniziò gli studi a Roma come alunno del Collegium Germanicum. Fu ordinato sacerdote il 22 aprile 1664. Un anno dopo conseguì il titolo philosophiae doctor a Roma e ritornò a Olomouc, dove divenne membro del capitolo della cattedrale nel 1666, studioso nel 1668 e decano nel 1689.

### Ministero episcopale
Il 15 dicembre 1670 fu nominato vescovo titolare di Nicopoli in Armenia e vescovo ausiliare di Olomouc, dove un anno dopo divenne anche vicario generale del vescovo Karl II di Liechtenstein-Kastelkorn.

#### Arcivescovo di Praga
Dopo la morte dell'arcivescovo di Praga Johann Friedrich von Waldstein, il 23 dicembre 1694 l'imperatore Leopoldo I lo nominò quale successore. Dopo la conferma papale del 4 luglio 1695, seguì il 19 settembre la consegna del pallio e il 6 novembre, l'entrata in diocesi.
Dopo il suo insediamento fece visitare il distretto da un rappresentante che avrebbe dovuto riferire sul clero. Seguendo il modello di Olomouc, nel 1697 furono pubblicate le istruzioni per i pastori e i presidi rurali, nel 1701 fu stampata una nuova edizione del Rituale Romano-Praghense e nel 1706 furono emanate le norme per la tenuta dei registri parrocchiali. Il numero dei posti per i candidati al sacerdozio venne aumentato e nel 1705 fu costruita una casa per sacerdoti emeriti vicino a San Carlo nella Città Nuova di Praga. Per garantire l'economia della diocesi acquistò il castello di Bischofteinitz (oggi Horšovský Týn) e la ferriera di Rosenthal, e riuscì anche a riconquistare la tenuta di Kojetín in Moravia, ipotecata per 180 anni. Dalle donazioni di nobili e prelati sorsero a Praga un noviziato bartolomita e una sede dell'Ordine della Santissima Trinità.
Quando nel 1706 vietò la venerazione di un'immagine presumibilmente miracolosa della Vergine Maria nel monastero dei canonici agostiniani di Carlo Magno a Praga e minacciò la città con un interdetto. Il tribunale viennese decise che nessuna punizione ecclesiastica poteva essere ordinata senza il permesso dello Stato. Durante il suo mandato anche i diritti della Chiesa e del clero furono limitati a per intervento statale. per il quale aveva già lottato il suo predecessore.

## Genealogia episcopale e successione apostolica
La genealogia episcopale è:
- Vescovo Karl von Liechtenstein-Kastelkorn
- Arcivescovo Johann Joseph von Breuner

La successione apostolica è:
- Vescovo Gottfried Kapaun von Swoykow (1699)
- Vescovo Vitus Seipel, O. Praem. (1701)